# Ignacio Urrutia de la Sotta
Ignacio Urrutia de la Sotta  (Concepción, 25 de junio de 1906-Parral, 1975) fue un contador, agricultor y político chileno.

## Biografía
Hijo de Ignacio Urrutia Manzano, exsenador de la República, y Ludmila de la Sotta Benavente.
Estudió en el Colegio de los Sagrados Corazones de Concepción; hizo el servicio militar en Concepción y egresó con el grado de subteniente de reserva de Caballería.
Fue contador registrado; se dedicó a las labores agrícolas y explotó el fundo “Villa Rosa” en Parral; trabajó también, en sociedad, el fundo “Milahue”, ubicado en Bulnes.
Se casó con María del Río Martínez, madre de sus cinco hijos.
Fue presidente de la Asociación de Agricultores de Parral y miembro del Consejo de la Sociedad Nacional de Agricultura (SNA). Fue socio del Club Concepción, del Club de La Unión, del Club Hípico de Santiago, del Club Social de Parral, del Club de Ñuble y del Club de Bulnes.

## Carrera política
Era militante del Partido Liberal. Se desempeñó como presidente de la Asamblea Liberal de Parral, y fue miembro del directorio general del partido en diversas oportunidades.
Fue regidor de la Municipalidad de Parral en varios períodos, y alcalde en 1939.
Fue elegido diputado, en representación de su partido, por la Decimosexta Agrupación Departamental "Chillán, Bulnes y Yungay", para el período 1945-1949. En dicho periodo fue diputado reemplazante en la Comisión Permanente de Educación Pública; en la de Vías y Obras Públicas; y en la de Economía y Comercio; e integró la Comisión Permanente de Defensa Nacional y la de Agricultura y Colonización.
En las elecciones parlamentarias de 1953 fue reelecto diputado, pero esta vez por la Decimocuarta Agrupación Departamental "Linares, Loncomilla y Parral", para el período 1953-1957, en el cual integró la Comisión Permanente de Agricultura y Colonización. Fue reelecto por la misma agrupación, para el periodo 1957-1961, donde continuó integrando la Comisión Permanente de Agricultura y Colonización, y para el período 1961-1965. En este último ocupó el cargo de segundo vicepresidente de la Cámara, desde el 18 de diciembre de 1962 al 12 de mayo de 1964, e integró la Comisión Permanente de Hacienda.

## Historial electoral

### Elecciones parlamentarias de 1965
- Elecciones parlamentarias de 1965 a Senador por la Sexta Agrupación Provincial de Curicó, Talca, Maule y Linares Período 1965-1973 (Fuente: Dirección del Registro Electoral, Domingo 7 de marzo de 1965).